# Herrarnas barr i gymnastik vid olympiska sommarspelen 2000
Herrarnas barr i gymnastik vid olympiska sommarspelen 2000 avgjordes den 16-25 september i Sydney SuperDome.

## Medaljörer
| Gren           | Guld             | Silver                 | Brons                  |
| Herrarnas barr | Li Xiaopeng Kina | Lee Joo-Hyung Sydkorea | Aleksej Nemov Ryssland |

## Resultat

### Final
| Placering | Gymnast             | Poäng |
| --------- | ------------------- | ----- |
|           | Li Xiaopeng (CHN)   | 9,825 |
|           | Lee Joo-Hyung (KOR) | 9,812 |
|           | Aleksej Nemov (RUS) | 9,800 |
| 4         | Jung Jin-Soo (KOR)  | 9,787 |
| 5         | Ivan Ivankov (BLR)  | 9,775 |
| 6         | Yann Cucherat (FRA) | 9,725 |
| 7         | Huang Xu (CHN)      | 9,650 |
| 8         | Marius Urzică (ROU) | 8,887 |